# Marchewki (Prostki)
Marchewki (deutsch Marchewken, 1926 bis 1945 Bergfelde) ist ein Dorf in der polnischen Woiwodschaft Ermland-Masuren, das zur Gmina Prostki (Landgemeinde Prostken) im Powiat Ełcki (Kreis Lyck) gehört.

## Geographische Lage
Marchewki liegt im Südosten der Woiwodschaft Ermland-Masuren, 35 Kilometer nordöstlich der einstigen Kreisstadt Johannisburg (polnisch Pisz) und 17 Kilometer südwestlich der heutigen Kreismetropole Ełk (deutsch Lyck).

## Geschichte
Im Jahr 1509 wurde das lediglich aus ein paar kleinen Gehöften bestehende und nach 1579 Marcheffken, nach 1785 Marchöwken und bis 1926 Marchewken genannte Dorf gegründet. 
Von 1874 bis 1945 war der Ort in den Amtsbezirk Großrosen eingegliedert. 
75 Einwohner zählte Marchewken im Jahre 1910.
Aufgrund der Bestimmungen des Versailler Vertrags stimmte die Bevölkerung im Abstimmungsgebiet Allenstein, zu dem Marchewken gehörte, am 11. Juli 1920 über die weitere staatliche Zugehörigkeit zu Ostpreußen (und damit zu Deutschland) oder den Anschluss an Polen ab. In Marchewken stimmten 60 Einwohner für den Verbleib bei Ostpreußen, auf Polen entfiel keine Stimme.
Im Jahr 1926 wurde der Gutsbezirk Marchewken in die Landgemeinde Bergfelde umgewandelt. Die Einwohnerzahl stieg bis 1933 auf 97 und belief sich 1939 noch auf 87.
In Kriegsfolge kam das Dorf 1945 mit dem gesamten südlichen Ostpreußen zu Polen und erhielt die polnische Namensform „Marchewki“. Heute ist es Sitz eines Schulzenamtes (polnisch Sołectwo) und als solches eine Ortschaft im Verbund der Landgemeinde Prostki (Prostken) im Powiat Ełcki (Kreis Lyck), bis 1998 der Woiwodschaft Suwałki, seither der Woiwodschaft Ermland-Masuren zugehörig.

## Religionen
Bis 1945 war Marchewken in die evangelische Kirche Groß Rosinsko (1938 bis 1945 Großrosen, polnisch Rożyńsk Wielki) in der Kirchenprovinz Ostpreußen der Kirche der Altpreußischen Union sowie in die römisch-katholische Kirche in Johannisburg (polnisch Pisz) im Bistum Ermland eingepfarrt.
Heute gehört Marchewki zur römisch-katholischen Pfarrei in Rożyńsk Wielki im Bistum Ełk der Römisch-katholischen Kirche in Polen. Die evangelischen Einwohner halten sich zur Kirchengemeinde Biała Piska (Bialla, 1938 bis 1945 Gehlenburg) bzw. Ełk (Lyck), beides Filialgemeinden der Pfarrei in Pisz (Johannisburg) in der Diözese Masuren der Evangelisch-Augsburgischen Kirche in Polen.

## Verkehr
Marchewki liegt an der Nebenstraße 1680N, die die polnische Landesstraße 65 (einstige deutsche Reichsstraße 132) bei Prostki (Prostken) mit der Landesstraße 58 bei Kożuchy Małe (Klein Kosuchen) – zur Weiterfahrt nach Biała Piska (Bialla, 1938 bis 1945 Gehlenburg) – verbindet. Außerdem endet in Marchewki die von Rożyńsk Małe (Groß Rosinsko, 1938 bis 1945 Großrosen) über Taczki (Tatzken) kommende Nebenstraße 1678N. 